# آوا (میزوری)
آوا (به انگلیسی: Ava) یک شهر در ایالات متحده آمریکا است که در شهرستان داگلاس، میزوری واقع شده‌است. آوا ۸٫۵۵ کیلومتر مربع مساحت و ۲٬۹۹۳ نفر جمعیت دارد و ۳۹۰ متر بالاتر از سطح دریا واقع شده‌است.